# El cascanueces y el rey de los ratones

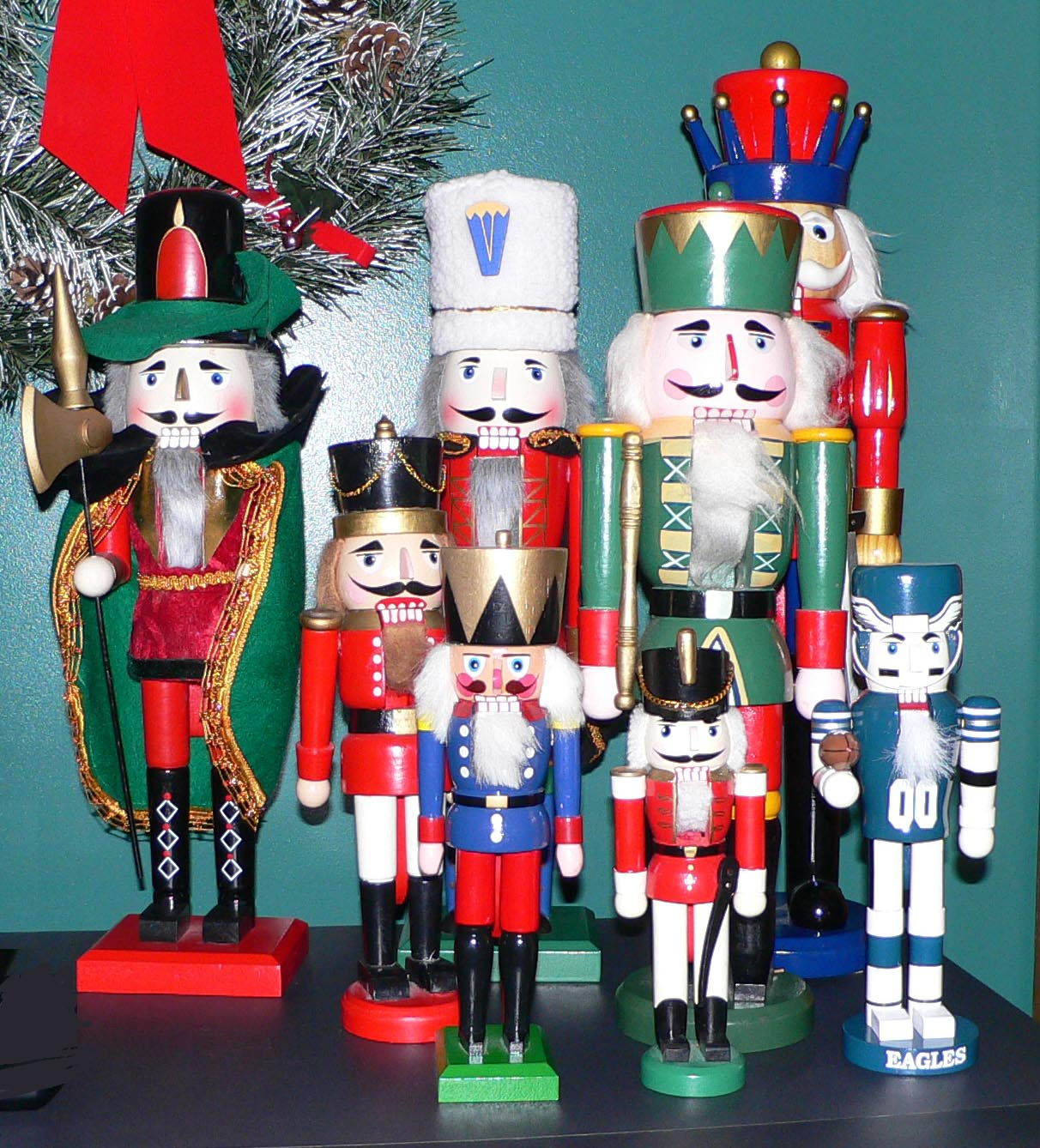
Variedad de las tradicionales figuritas de cascanueces.

El cascanueces y el rey de los ratones (en alemán: Nussknacker und Mausekönig) es un cuento escrito por Ernst Theodor Amadeus Hoffmann en 1816. La historia trata sobre el nuevo juguete de la joven Marie Stahlbaum, el Cascanueces, recibido la noche de Navidad que cobra vida y, después de derrotar al Rey Ratón tras una dura batalla, la lleva a un reino mágico poblado por muñecos. 
En 1892 el compositor ruso Piotr Ilich Tchaikovski y los coreógrafos Marius Petipa y Lev Ivanov, basándose en una adaptación titulada Historia de un cascanueces (1844) que había escrito Alejandro Dumas, convirtieron esa historia en el ballet El cascanueces, que se ha convertido quizá en el más popular para ser representado en la época navideña.

## Argumento
El 24 de diciembre en casa de Stahlbaum, un médico de provincia, los niños Fritz y Clara están fascinados con los regalos colocados en el árbol de Navidad. Todos saludan a los invitados, cuando se dan cuenta de que salen sucesivamente un muñeco bailarín (arlequín) una muñeca que danzaba y un oso polar. Su padrino, el magistrado Drosselmeyer, llevó esos magníficos muñecos, les regaló un castillo de juguete cuyos habitantes bailan al compás de una caja de música. Drosselmeyer sorprende a Clara con un gran cascanueces de madera.
Al terminar la fiesta todos se  retiran, pero Clara  baja a ver si su cascanueces está bien. Ella tan adormilada se recuesta a tomar una siesta en el sofá, y al despertarse se da cuenta de que todo se agranda a su alrededor. En ese momento un ejército de soldaditos guiado por el Cascanueces, está en plena batalla contra un ejército de ratones liderado por su rey, El Rey Ratón. Después de un gran susto, Clara se involucra también en esta discordia y se pone a favor del Cascanueces.
De repente, sin querer, la niña rompe la vitrina de los juguetes y haciéndose daño y pierde el conocimiento. Mientras está en la cama, el viejo Drosselmeyer le cuenta la historia de la princesa Pirlipat, que fue embrujada por la señora Ratona para vengarse de la reina por no haberla dejado comer todo el tocino. Solo puede salvar a la princesita un joven capaz de romper con los dientes una durísima nuez. Quince años después la princesa es curada, pero el curador es convertido en un ser deforme igual al Cascanueces y la princesa rehúsa casarse con él.
Clara se cura de sus heridas y continúan los combates nocturnos en el cuarto de los juguetes. Para aplacar el hambre del rey de los ratones, o de la ahora difunta señora Ratona, y salvar a Cascanueces, Clara le ofrece sus dulces preferidos y sus muñecos de azúcar. Finalmente, un día se da cuenta de que el salvador de la princesa Pirlipat es el sobrino de su padrino Drosselmeyer, convertido por obra de magia en el Cascanueces. Clara está convencida de la ingratitud de Pirlipat por negarse a desposar a su salvador.
Una tarde, en casa del padrino, Clara se hace pequeñita, cae de su silla, y encuentra un muñeco muy bien hecho: es el bello Cascanueces. Este le pide casarse con él y reinar juntos en el palacio de mazapán. Ella lo acepta y, según dicen, al cabo de un año, llegó a buscarla en un carruaje de oro tirado por caballos de plata. Las bodas fueron fastuosas y Clara fue reina de un país donde solo se ven bosques de árboles navideños, transparentes palacios de mazapán y toda clase de hechos extraordinarios.